# (3424) Nušl
(3424) Nušl est un astéroïde de la ceinture principale.

## Description
(3424) Nušl est un astéroïde de la ceinture principale. Il fut découvert le 14 février 1982 à l'observatoire Kleť par Ladislav Brožek. Il présente une orbite caractérisée par un demi-grand axe de 2,55 UA, une excentricité de 0,07 et une inclinaison de 6,8° par rapport à l'écliptique.
Il est nommé en l'honneur de František Nušl.

## Compléments